# Vladimir Jakovlevič Klimov
Vladímir Jákovlevič Klímov, in russo Владимир Яковлевич Климов? (Mosca, 11 luglio 1892 – Mosca, 9 settembre 1962), è stato uno scienziato sovietico.
Progettista di motori aeronautici, ha ricoperto il grado di Maggiore Generale nei servizi di ingegneria aeronautica dell'Aeronautica Militare ed è stato membro del Soviet Supremo dal 1946 al 1950 e dell'Accademia delle Scienze dell'URSS dal 1953.

## Biografia
Figlio di contadini otchodnikami (cioè dediti anche a lavori stagionali lontano dal luogo di residenza) del Governatorato di Vladimir, fra il 1903 e il 1910 studiò all'Istituto tecnico Komissarov e poi passare alla Scuola tecnica superiore imperiale di Mosca.
Dopo alcuni mesi di servizio militare nel 55º reggimento di fanteria della riserva, fra il novembre del 1917 e il marzo del 1918, nell'estate dello stesso anno trovò impiego come ingegnere presso le officine Kolomna di Mosca.
Nel novembre del 1918 iniziò a lavorare come ingegnere presso il Laboratorio scientifico automobilistico (НАЛ), che fu poi trasformato nell'Istituto scientifico dell'automobile (НАМИ) sotto la guida di Nikolaj Briling e di cui poi Klimov assunse la carica di vice direttore.
Nel 1931 venne assunto come capo del controllo tecnico nel dipartimento motori a benzina dell'Istituto centrale dei motori aeronautici (ЦИАМ, in seguito intitolato a P.I. Baranov). Allo stesso tempo, insegnò presso l'Università tecnica di Mosca, l'Università statale Lomonosov e, successivamente, all'Accademia militare Žukovskij come capo del dipartimento di progettazione motori d'aviazione.
Dal 1925 al 1930 lavorò allo sviluppo di motori radiali (M-12 , M-23) e del primo motore a 12 cilindri a V raffreddato a liquido (M-13) sovietico.
Compì diversi viaggi all'estero per lavoro e per acquisire i diritti di produzione su licenza di motori aeronautici per l'aviazione militare sovietica, allora in fase di creazione. Tra il 1924 e il 1926, fu in Germania presso la rappresentanza commerciale dell'URSS a Berlino come presidente della commissione per l'acquisizione della licenza dei motori per aerei della BMW. Tra il 1928 e il 1930 fu in Francia, dove ottenne la licenza per il motore radiale Gnome-Rhône Jupiter VI, occupandosi poi della sua introduzione in produzione come M-22 presso lo stabilimento n° 29 di Zaporož'e. Tra il 1933 e il 1935 fu di nuovo in Francia, questa volta per l'acquisizione della licenza dei motori Hispano-Suiza tipo 12Y.
Nell'agosto del 1935 fu nominato capo progettista dell'OKB dello stabilimento nº 26 del Commissariato del popolo per l'industria aeronautica (NKAP - Narodnyy komissariat aviatsionnoy promyshlennosti) a Rybinsk, a cui era collegato il neo Istituto dell'aviazione di Rybinsk, dove si formò la prima generazione di ingegneri motoristi sovietici. Fu in quello stabilimento che, quattro mesi più tardi, entrò in produzione l'M-100, copia sovietica dell'Hispano-Suiza 12Y, che fu montato sul Tupolev ANT-40 (o SB 2). Da questo motore (ridisegnando il motore in modo da incrementare il numero massimo di giri ammissibile, aumentare il rapporto di compressione, montare testate a quattro valvole per cilindro, migliorando anche l'impianto originale di raffreddamento, adottandone uno pressurizzato, e la sovralimentazione) furono successivamente sviluppati l'M-103 e l'M-105 che andarono a equipaggiare diversi famosi velivoli da combattimento della seconda guerra mondiale, come il bombardiere veloce Pe-2, il caccia LaGG-3 e la serie dei caccia progettati da Aleksandr Jakovlev (Yak-1, Yak-3, Yak-7 e Yak-9).
Alla fine del 1941, lo stabilimento n° 26 di Rybinsk, minacciato dall'avanzata tedesca, fu evacuato a Ufa insieme a non meno di quaranta altri impianti industriali. Dal gennaio 1942, nel nuovo impianto di Ufa, dove Klimov mantenne la carica di progettista capo, riprese la produzione dei motori M-103 ed M-105 e poi, dal 1943, fu prodotto l'M-107A. Dal 1944, l'M-105PF e l'M-107A vennero ribattezzati VK-105PF e VK-107A in onore del loro creatore.
Dopo la guerra, nel 1946, Klimov fondò un proprio ufficio di progettazione (OKB-117) a Leningrado. Tra il 1946 e il 1947 fu a capo della delegazione sovietica incaricata di trattare con la Gran Bretagna la cessione della licenza di costruzione dei motori a reazione sviluppati dalla Rolls-Royce. Successivamente si concentrò sullo sviluppo di tali motori, rielaborando i turbogetti Rolls-Royce Derwent, da cui ottenne l'RD-500 montato sullo Yakovlev Yak-23 e il Lavochkin La-15, e Rolls-Royce Nene, sviluppato nell'RD-45 montato sul Tupolev Tu-14, sull'Ilyushin Il-28 e sul famoso MiG-15. Con l'esperienza acquisita, Klimov realizzò il motore a reazione VK-1, scelto come apparato propulsivo del MiG-15bis, versione migliorata del MiG-15, del Mig-17, del bombardiere Ilyushin Il-28 e della versione aerosilurante del Tupolev Tu-14.
In seguito, Klimov collaborò con Sergej Izotov, che precedentemente era stato suo vicedirettore e che poi gli successe alla guida dell'OKB-117, allo sviluppo di turbine per uso elicotteristico, come la Isotov TV3-117MT, utilizzata sul Mil Mi-8.
Fu sepolto a Mosca nel cimitero di Novodevičij.
Da Vladimir Klimov prende nome l'attuale ODK–Klimov, specializzato nello studio, sviluppo e produzione di turbine a gas a uso aeronautico, che è parte dell'Ob”edinënnaja Dvigatelestroitel’naja Korporacija, meglio nota come "United Engine Corporation", a sua volta parte del complesso statale russo Rostec. Una piazza di San Pietroburgo, nel distretto Vyborgskij, porta il suo nome; mentre un suo busto fu installato nel 1977 a Mosca in via Aviamotornaja, non lontano dall'Istituto Baranov. Nel 2002, una strada e un parco nella città di Zaporož'e furono intilotate all'"accademico Klimov".

## Onorificenze
- due volte Eroe del lavoro socialista, nel 1940 e nel 1957;
- cinque volte Ordine di Lenin (1936, 1940, 1943, 1945, 1957)
- Ordine di Suvorov di 1ª classe (1945) e di 2ª classe (1944)
- Ordine della guerra patriottica (1945)
- Ordine della bandiera rossa del lavoro (1939)
- quattro Premi Stalin (1941, 1943, 1946, 1949)[1]